# Calyptrobothrium occidentale
Calyptrobothrium occidentale är en plattmaskart som beskrevs av Linton 1901. Calyptrobothrium occidentale ingår i släktet Calyptrobothrium och familjen Phyllobothriidae. Inga underarter finns listade i Catalogue of Life.